# Chipre nos Jogos Olímpicos de Inverno de 1992
Chipre participou dos Jogos Olímpicos de Inverno de 1992, realizados em Albertville, na França. 
Foi a quarta aparição do país nos Jogos Olímpicos de Inverno, onde foi representado por quatro atletas, sendo três homens e uma mulher, que competiram no esqui alpino.

## Competidores
Esta foi a participação por modalidade nesta edição:
| Esporte      | Masculino | Feminino | Total |
| ------------ | --------- | -------- | ----- |
| Esqui alpino | 3         | 1        | 4     |
| Total        | 3         | 1        | 4     |

## Desempenho

### Esqui alpino
Masculino
| Atleta               | Evento         | Descida 1 | Descida 1 | Descida 2 | Descida 2 | Total   | Total | Ref.  |
| Atleta               | Evento         | Tempo     | Pos.      | Tempo     | Pos.      | Tempo   | Pos.  | Ref.  |
| -------------------- | -------------- | --------- | --------- | --------- | --------- | ------- | ----- | ----- |
| Alekhis Fotiadis     | Super G        | —         | —         | —         | —         | 1:30.31 | 81º   | [ 3 ] |
| Alekhis Fotiadis     | Slalom gigante | 1:22.01   | 79º       | 1:17.98   | 60º       | 2:39.99 | 61º   | [ 4 ] |
| Alekhis Fotiadis     | Slalom         | 1:07.10   | 58º       | 1:07.66   | 44º       | 2:14.76 | 44º   | [ 5 ] |
| Sokratis Aristodimou | Super G        | —         | —         | —         | —         | 1:30.13 | 80º   | [ 3 ] |
| Sokratis Aristodimou | Slalom gigante | 1:25.03   | 92º       | 1:23.13   | 70º       | 2:48.16 | 76º   | [ 4 ] |
| Sokratis Aristodimou | Slalom         | 1:12.68   | 64º       | 1:11.21   | 47º       | 2:23.89 | 47º   | [ 5 ] |
| Andreas Vasili       | Super G        | —         | —         | —         | —         | 1:32.78 | 84º   | [ 3 ] |
| Andreas Vasili       | Slalom gigante | 1:22.86   | 82º       | 1:23.40   | 73º       | 2:46.26 | 69º   | [ 4 ] |
| Andreas Vasili       | Slalom         | 1:11.97   | 63º       | 1:34.70   | 63º       | 2:46.67 | 55º   | [ 5 ] |

Feminino
| Atleta            | Evento         | Descida 1 | Descida 1 | Descida 2 | Descida 2 | Total   | Total | Ref.  |
| Atleta            | Evento         | Tempo     | Pos.      | Tempo     | Pos.      | Tempo   | Pos.  | Ref.  |
| ----------------- | -------------- | --------- | --------- | --------- | --------- | ------- | ----- | ----- |
| Karolina Fotiadou | Slalom gigante | 1:28.66   | 50º       | 1:28.48   | 39º       | 2:57.14 | 39º   | [ 6 ] |
| Karolina Fotiadou | Slalom         | 1:06.13   | 42º       | 58.06     | 34º       | 2:04.19 | 35º   | [ 7 ] |

Legenda
| Recorde mundial      | Recorde mundial (World record)               |                       | Recorde africano                      | Recorde africano (African) |                                           | Q | Classificado por posição (Qualified) |
| Recorde olímpico     | Recorde olímpico (Olympic record)            | Recorde da América    | Recorde da América (Americas)         | q                          | Classificado por melhor tempo (Qualified) |   |                                      |
| Melhor marca do ano  | Melhor marca do ano (World leading)          | Recorde asiático      | Recorde asiático (Asian)              | DNS                        | Não largou (Did not start)                |   |                                      |
| Recorde nacional     | Recorde nacional (National record)           | Recorde europeu       | Recorde europeu (European)            | DNF                        | Não terminou (Did not finish)             |   |                                      |
| Recorde pessoal      | Recorde pessoal do atleta (Personal best)    | Recorde da Oceania    | Recorde da Oceania (Oceania)          | DSQ / DQ                   | Desclassificado (Disqualified)            |   |                                      |
| Recorde da temporada | Recorde da temporada do atleta (Season best) | Recorde sul-americano | Recorde sul-americano (South America) | NM                         | Sem marca (No mark)                       |   |                                      |